# Мстиславово Евангелие
Мстиславово Евангелие — Евангелие-апракос, созданное не позднее 1117 года в Новгороде по заказу новгородского князя Мстислава (с 1125 года — великий князь Киевский) для церкви Благовещения на Городище (по другой версии, для Георгиевского собора Юрьева монастыря). Рукопись является одним из древнейших русских списков Евангелия-апракоса (то есть Евангелия, разделённого в соответствии с богослужебными чтениями).

## Описание и история
Евангелие написано уставом, объём книги — 213 листов, украшено четырьмя миниатюрами с изображением евангелистов, имеются также многочисленные заставки. Миниатюры рукописи скопированы из Остромирова Евангелия. Согласно приписке в конце текста, писцом был Алекса, сын игумена Выдубецкого монастыря в Киеве Лазаря, автором миниатюр — золотописец Жаден.
Став киевским князем, Мстислав заказал для Евангелия в Константинополе драгоценный оклад, который не сохранился (на листе 213 сохранилась запись XII века о Наславе, возившем книгу в Византию, и возвратившемся в Киев 20 августа неуказанного года).
По указанию Ивана Грозного в 1551 году в Новгороде Евангелие было отреставрировано, и для него был создан новый драгоценный оклад. На серебряную позолоченную доску положили серебряную скань, на ней финифтевые миниатюры (в том числе византийской работы X века — 13 миниатюр и XI века — 5; работы русских мастеров — 6 миниатюр XII века, в том числе средник с изображением Христа Вседержителя). На скань помещены шесть крупных жемчужин, а край оклада украшен обнизью из мелкого жемчуга. При этой реставрации, по мнению Евгения Брягина, были подновлены лики евангелистов.
После создания нового оклада Евангелие поместили в Архангельский собор Московского кремля, а в 1893 году оно попало в собрание Синодальной ризницы. В 1917 году книгу передали в Синодальное собрание Государственного исторического музея.

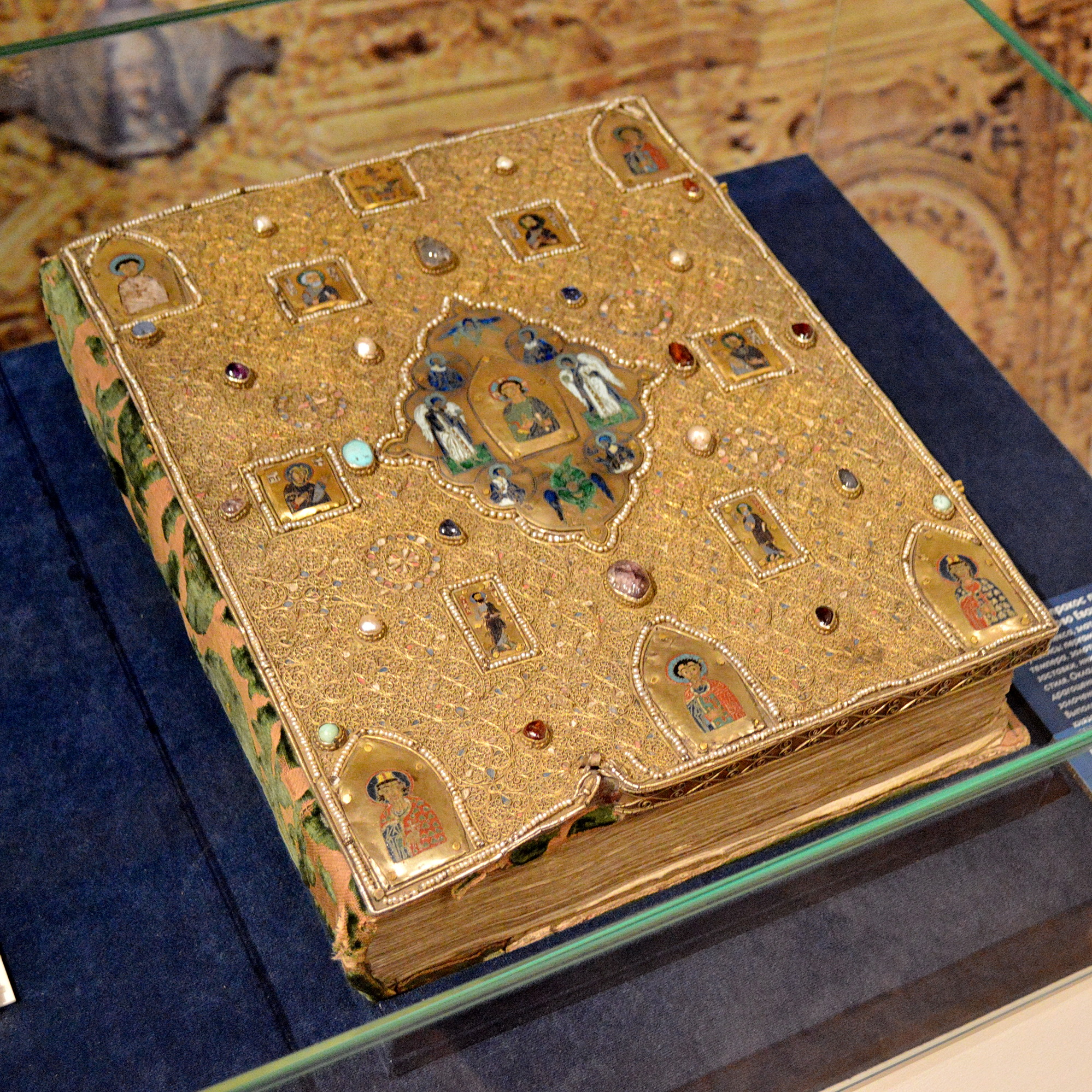
Оклад Евангелия
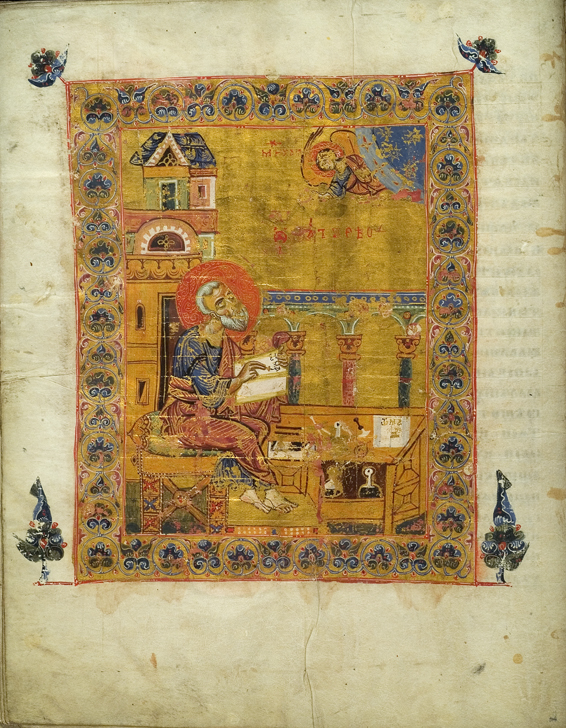
Евангелист Матфей
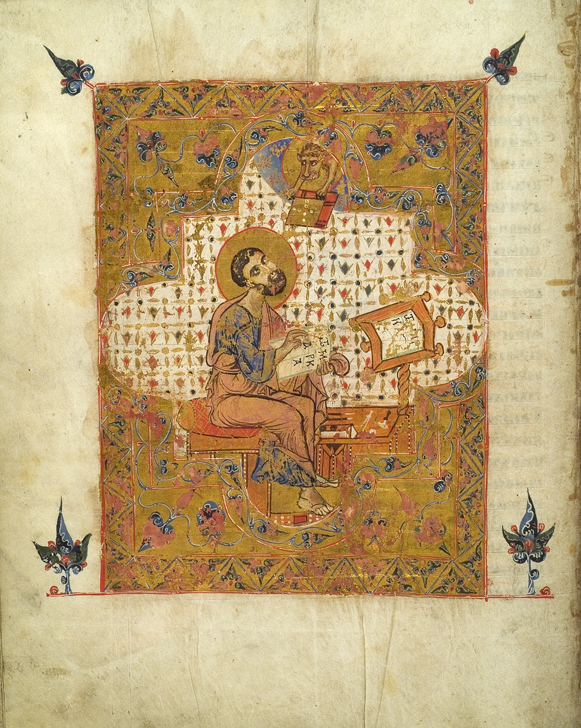
Евангелист Марк
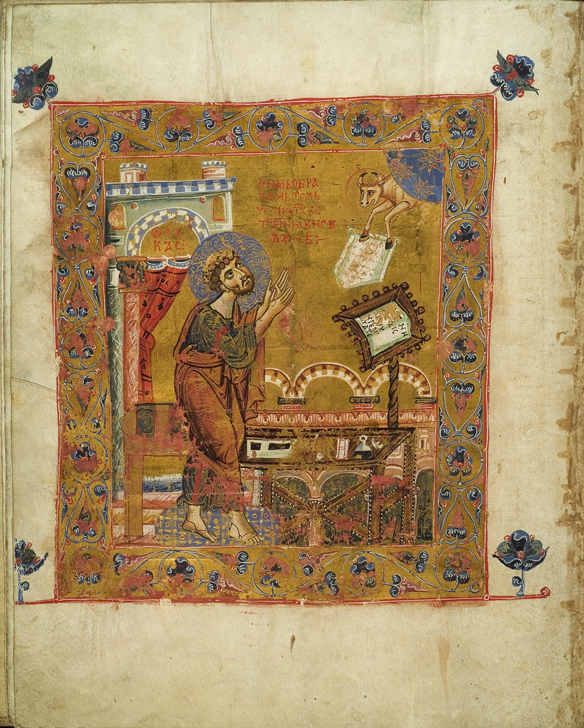
Евангелист Лука
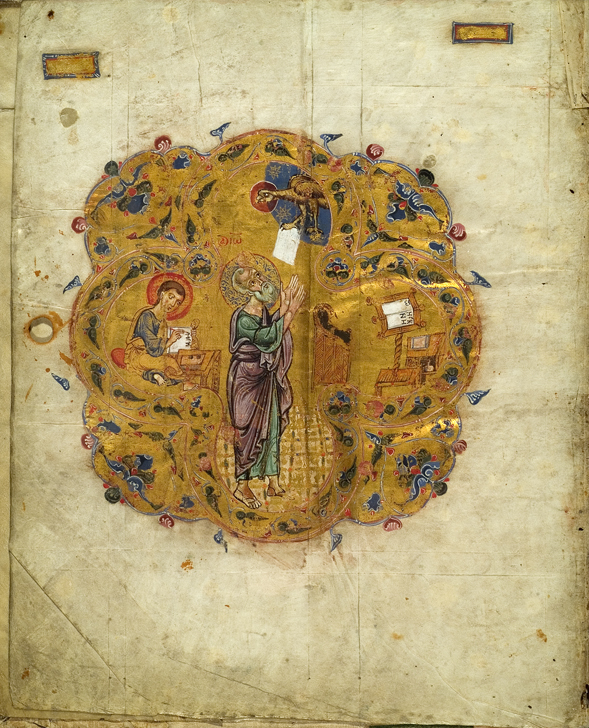
Евангелист Иоанн

Миниатюры Мстиславова Евангелия хотя и воспроизводят аналогичные работы Остромирова Евангелия, но лишены его сосредоточенности на символической значимости деталей. При этом они построены более живописно, хотя и асимметрично (отсутствует строгость архитектурного обрамления фигур). Искусствовед Галина Колпакова отмечает:

Внешне кажется, что в миниатюрах много экспрессии, но это впечатление — скорее следствие стихийности в работе мастера, нежели сознательный результат. Особенно замечательны в этом смысле лики евангелистов. Написанные очень свободно, они традиционно трактуются как образец энергичного и экзальтированного новгородского вкуса.

В 2006 году Государственный исторический музей к 900-летию создания Мстиславова Евангелия осуществил факсимильное издание памятника в одном экземпляре. Работа по изданию памятника велась длительное время. Книга издана по благословению патриарха Алексия II. Ответственными за выпуск были А. С. Стриго и Т. А. Калинина.

## Издания
- Стриго А. С., Калинина Т. А. Мстиславово Евангелие. Факсимильное издание. М. : Государственный исторический музей, 2006.